# New Amsterdam (tv-serie)
New Amsterdam er en amerikansk drama tv-serie, med danske Nikolaj Coster-Waldau i hovedrollen. Serien blev vist første gang d. 4. marts 2008 på FOX og til efteråret kommer den på TV3. Lasse Hallström har instrueret det første afsnit. 
Den 11. maj 2008 annoncerede FOX at der ikke vil blive produceret flere afsnit af New Amsterdam, serien er dermed annulleret.

## Seriens Plot
John Amsterdam er drabsdetektiv i New York City. Der ligger en forbandelse over ham – han kan ikke dø. I 1642 reddede John en indianerpige fra døden ved at stille sig foran et sværd. Pigen redder John ved at gøre ham udødelig, men advarer ham samtidig med at forbandelsen kun kan blive hævet, når han møder den eneste ene.

## Medvirkende
- John Amsterdam (Nikolaj Coster-Waldau) er en udødelige drabsdetektiv, som fik sit evige liv, da han som hollandsk soldat i 1642 reddede en indianerpiges liv. Hun takkede ham ved at lade ham leve, indtil han finder den eneste ene. John blev født den 1 juni 1607 i Amsterdam, Holland. Som en sideeffekt til hans evige liv, har John fået den sjældne blodtype RZRZ, som indeholder et dødeligt niveau af bly.
- Eva Marquez (Zuleikha Robinson) er John Amsterdam's nye partner. Hendes far og bror er også i politiet. Hendes mor er historie lærer på Queens College.
- Dr. Sara Dillane (Alexie Gilmore) er læge på St. Francis Hospital. Det er Sara som erklære John død efter hans hjerteanfald. John er helt sikker på, at det er hende som her den eneste ene, men hun er allerede gift.
- Omar York (Stephen Henderson) er søn af John Amsterdam og Lily. Han ejer en jazzklub, der hedder Omar's Bar & Grill. Han er 65 år gammel.

## Episodeoversigt

### Sæson 1
| Afsnit | Titel           | Premiere USA   | Premiere DK         |
| 1      | Pilot           | 4. marts 2008  | 26 Maj 2008 på TV3  |
| 2      | Golden Boy      | 6. marts 2008  | 2 Juni 2008 på TV3  |
| 3      | Soldier's Heart | 10. marts 2008 | 9 Juni 2008 på TV3  |
| 4      | Honor           | 17. marts 2008 | 16 Juni 2008 på TV3 |
| 5      | Keep The Change | 24. marts 2008 | 23 Juni 2008 på TV3 |
| 6      | Legacy          | 31. marts 2008 | 30 Juni 2008 på TV3 |
| 7      | Reclassified    | 7. april 2008  | 7 Juli 2008 på TV3  |
| 8      | Love Hurts      | 14. april 2008 | 14 Juli 2008 på TV3 |